# Последният наряд
„Последният наряд“ (на английски: The Last Detail) е името на американска драма от 1973 г. на режисьора Хал Ашби. Във филма участват Джак Никълсън и Ранди Куейд.

## Сюжет
Двама офицери от военноморските сили, Били Бадуски и Мулхол, трябва да извозят моряка Лари Мадус, арестуван за дребни кражби, от базата на американските военноморски сили в Норфолк до военния затвор в Портсмут. По пътя Били и Мулхол откриват, че Лари никога не е бил с жена, не е пил алкохол и никога не се е бил. Тогава те решават да се позабавляват. По време на петдневното пътуване му „отварят“ очите за света.
Колкото повече Лари осъзнава стойността на свободата, толкова по-малко впечатляваща е перспективата да прекара следващите 8 години зад решетките. В крайна сметка решава да избяга. Сериозно отдадени на кариерата офицери ще върнат младежа в жестоката реалност.

## В ролите
| Изпълнител      | Роля                            |
| --------------- | ------------------------------- |
| Джак Никълсън   | Били                            |
| Отис Йънг       | Малхол                          |
| Ранди Куейд     | Лари                            |
| Клифтон Джеймс  | Каптенармус                     |
| Керъл Кейн      | Млада курва                     |
| Майкъл Мориарти | Първи лейтенант Морски служител |
| Луана Андерс    | Дона                            |
| Гилда Реднър    | сектантка                       |
| Нанси Алън      | Нанси                           |
| Катлийн Милър   | Анета                           |
| Джери Салзбърг  | Хенри                           |
| Дон МакГавърн   | барман                          |